# 대왕암공원
대왕암공원(大王岩公園)은 울산광역시 동구 일산동 해안에 있는 공원이다. 울산의 동쪽 끝 해안을 따라 중생대 백악기 불국사 화강암류에 속하는 반상흑운모화강암으로 구성된 여러 가지 화강암 바위들이 있으며 원래는 울기공원이라 불렸다가 2004년 대왕암공원으로 변경되었다.

## 소개
대왕암공원은 울산광역시 동구 일산동 동쪽 끝에 있으며 동해안과 접하고 있다. 대왕암에는 신라 왕조 때의 임금인 문무대왕이 경상북도 경주시 앞바다에 있는 왕릉에 안장되고 그의 왕비도 나라를 지키겠다는 마음을 가지며 용이 되어서 승천하여 바위가 되었다는 전설이 있다. 그 뒤 사람들은 등대산 끝 용추암 일대를 대왕암(대왕바위)라고 불렀다고 한다. 해상으로 여러 가지 기암절벽 등이 어우러져있어서 울주군의 간절곶과 더불어 일출을 볼 수 있는 명소로도 알려졌다. 푸른바다를 배경으로 여러 가지 기암절벽과 돌섬들이 자연스러운 풍경을 보이고 있어서 지금도 전국 각지에서 관광객들이 찾아오고 있다. 바위 주변으로는 울기등대가 있으며 해송이 펼쳐진 산책로가 있고 고래의 몸 속에서 발견한 고래 턱뼈가 전시되어 있다.

## 시설
화강암 바위 위로 교량과 보행로가 있다. 아이들을 위한 놀이시설인 용의 모습을 가진 미르놀이터가 있다. 2021년 6월 국내에서 가장 긴 출렁다리가 개장했다. 1906년 러일전쟁 때 일본제국이 설치한 울기등대도 있다. 등대 주변에 해송이 자라 등대불이 더 이상 보이지 않자 1987년 기존 위치에서 50 m 떨어진 곳에 새 등대를 만들었고, 구 등대는 보존 중이다.

## 지질
대왕암을 중심으로 한 여러개의 크고 작은 바위들은 지질학적으로 중생대 백악기에 관입한 불국사 화강암의 일종인 반상흑운모화강암이다. 반상흑운모화강암은 울산광역시 동구 동부동, 서부동, 미포동, 전하동, 화정동, 방어동, 일산동 일대에 분포하며 울산층을 관입하여 그의 연변부를 모두 혼펠스화시키고 울산층의 주향과 경사에도 영향을 주었다. 본 암석은 회색을 띠며 중립질, 부분적으로 조립질이고 주요 구성 광물은 석영, 장석, 흑운모이고 장경 0.5~1.5 cm의 장석반정을 갖는다.
바위는 인도교와 보행로가 있어서 근접 관찰이 가능하다. 다만 바위에 직접 오르는 것은 위험하므로 자제한다. 바위로는 대왕암과 울기바위, 남근바위, 탕건바위, 처녀봉, 용굴 등이 있으며 멀리 정상으로 오르면 현대중공업 울산 공장이 멀리서 보인다. 대왕암 사이를 연결해주는 인도교인 대왕교가 있다.

### 낙화암 쌍바위
낙화암은 원래 미포만 해안에 육중한 바위들이 수직 절벽을 이루며 한 덩어리로 붙어 솟아 있었던 아름답고 빼어난 절경의 바위산이다. 현대중공업이 들어서면서 낙화암이 대부분 매립되거나 없어졌으나 한시(漢詩)가 새겨진 암각석과 쌍바위는 따로 보존 되었다. 암각석은 현대중공업 사내에, 쌍바위는 한국프랜지 회장의 사저에 40년간 보존되어 오다가 2017년 5월에 대왕암공원으로 옮겨 와 시민들에게 공개되었다.

## 주변관광지
- 대왕별 아이누리
- 일산해수욕장
- 슬도

## 이용안내
- 이용시간 : 06시~24시
- 입장료 : 무료

### 주차장
대왕암공원 주차장은 아래 표와 같이 주차 요금을 징수하나 평일에는 2시간 이내 주차시 무료이다. 운영시간은 오전 10시부터 오후 7시까지며 적재량 2.5톤, 25인승 이상 차량에 대해서는 아래 기준요금의 2배를 징수한다. 국가유공자 및 장애인은 평일 2시간, 주말 및 공휴일에 1시간 무료며 초과시 50% 할인한다. 대왕암공원 상가 주차할인권은 주말과 공휴일에도 2시간 무료이다. 1,000 cc 미만 경차와 다자녀사랑카드는 60% 할인, 승용차 요일제 등록차량, 친환경 및 임산부차량은 50% 할인, 시장이 발급한 자원봉사자증 소지자는 20%, 모범납세자(수상일로부터 1년이내)는 면제, 투표확인증(선거후 3개월까지 유효) 제시 시 2천원 할인한다.  
| 평일       | 평일            | 주말/공휴일 | 주말/공휴일  | 기본 초과시 | 기본 초과시 | 기본 초과시 |
| 2시간 이내 | 2시간 30분 이내 | 20분 이내   | 20~30분 이내 | 10분 이내   | 20분 이내   | 30분 이내   |
| ---------- | --------------- | ----------- | ------------ | ----------- | ----------- | ----------- |
| 무료       | 500             | 무료 (회차) | 500          | 200         | 400         | 500         |

### 교통 (버스)
대왕암공원에는 주차장에 있는 대왕암공원 버스정류장과 공원 서쪽에 있는 대왕암타워 버스정류장이 있다.
- ● 111번 : 꽃바위 ↔ 방어진초등학교 ↔ 대왕암공원 ↔ 일산해수욕장 ↔ 전하동 ↔ 현대예술관 ↔ 동구청 ↔ 꽃바위
- ● 114, 1114번 : 대왕암공원 ↔ 일산해수욕장 ↔ 전하동 ↔ 남목동 ↔ 현대자동차 울산4공장 ↔ 효문사거리 ↔ 학성공원 ↔ 태화동 ↔ 신복교차로 ↔ 울산대학교
- ● 1411번 : 대왕암공원 ↔ 일산해수욕장 ↔ 전하동 ↔ 울산대교 ↔ 태화강역 ↔ 번영사거리 ↔ 공업탑 ↔ 울산지방법원 ↔ 신복교차로 ↔ 울산대학교

## 사진
대왕암공원
- 야간
- 대왕암공원에서 바라보는 현대중공업
- 해파랑길 8. 9코스 안내판
- 화강암
- 화강암

## 같이 보기
- 울산광역시의 지질
- 자수정 동굴나라
- 울산 태화강 동굴피아
- 영남알프스
- 울산대공원
- 간절곶